# Pozadí událostí
Pozadí událostí je  seriál ČT z roku 2022. Premiéra na obrazovkách ČT proběhla 11. září  2022. Seriál režíroval Jan Hřebejk. Pojednává se o dvou sourozencích, učitelích na Univerzitě Palackého v Olomouci, kteří řeší svoje vztahové problémy, a do toho dojde na univerzitě k vraždě studentky.

## Obsazení
| Jiří Havelka          | učitel Vojtěch Bohdanovský          |
| Petra Hřebíčková      | učitelka Soňa Kostková              |
| Jitka Čvančarová      | děkanka Alice Klusová               |
| Martha Issová         | kriminalistka Lída Stehlíková       |
| Katarína Kubošiová    | Hana Bohdanovská, manželka Vojtěcha |
| Jakub Jenčík          | Jakub Bohdanovský, syn Vojtěcha     |
| Petr Ostrouchov       | Libor Kostka, manžel Soni           |
| Kryštof Kalhous       | Adam Kostka, syn Soni               |
| Lusia Bábková         | Daniela Kostková, dcera Soni        |
| Fany Ondříčková       | Kateřina Stehlíková                 |
| Lenka Termerová       | Miluše Stehlíková                   |
| Petr Vančura          | Kamil Mrkvička                      |
| Jan Slovák            | mjr. Václav Sláma                   |
| Tomáš Bambušek        | Ondřej Zach                         |
| Zdeněk Julina         | MUDr. Karel Zach                    |
| Táňa Malíková         | Václava Smrčková                    |
| Luboš Veselý          | doc. Mojmír Mádler                  |
| Vojtěch Vodochodský   | Mgr. David Zábrana                  |
| Sarah Haváčová        | Mgr. Klára Machová                  |
| Kamila Trnková        | Mgr. Daniela Horynová               |
| Radka Caldová         | Mgr. Kateřina Severinová            |
| Natálie Otáhalová     | Mgr. Monika Šnajdrová               |
| Nataša Mikulová       | Mgr. Tereza Nosková                 |
| Jessica Bechyňová     | Mgr. Jitka Poláková                 |
| Gabriela Heclová      | Mgr. Petra Klímová                  |
| Oskar Hes             | Mgr. Jiří Fabián                    |
| Vendelín Urban        | Mgr. Milan Balcar                   |
| Matěj Pour            | Mgr. Kryštof Gabriel                |
| Mark Kristián Hochman | Mgr. Aleš Doubrava                  |
| Jaroslav Pížl         | Karel Horyna                        |
| Tereza Groszmannová   | Daniela Horynová st.                |
| Petr Vizina           | hrál sám sebe                       |
| Jiří Peňás            | hrál sám sebe                       |

## Seznam dílů
1. Paridův soud
2. Pozadí událostí
3. Střet zájmů
4. Rošády

## Kritika
- Stanislav Dvořák, Novinky.cz 80 %[1]
- Mirka Spáčilová, iDNES.cz / Mladá fronta DNES 60 %[2]
- Eva Klíčová (A2larm.cz)[3] v recenzi sérii kritizovala z feministického hlediska